# Goyatacan
Goyatacan, nezavisna indijanska jezična porodica iz Južne Amerike, tako nazvana po glavnom plemenu Goyataca (pl. Goyatacas). Prema plemenu Goyataca država Goyaz dobila je ime, ali većina je živjela na velikim područjima današnje države Minas Gerais i jugu države Bahia. U rano domorodačko doba Goyatacan plemena nastanjivala su vjerojatno atlantsku obalu odakle su ih vjerojatno protjerali Tupiji, jer su Tupi u vrijeme dolaska Portugalaca bili na njoj nastanjeni. Glavno oružje bili su im luk i štap za bacanje. 

## Poveznice
- Goyataca

## Vanjske poveznice
- Indians, The First Inhabitants[neaktivna poveznica]